# Nanos
Nanos je visoka kraška planota v gorski pregraji, ki ločuje celinski del Slovenije od Primorja. Je 12 km dolga in do 6 km široka kraška planota s strmo odrezanim robom, imenovanim Pleša. Poleg Snežnika je najbolj značilna gora na Notranjskem. 
Na vzhodni strani ga ločuje predjamski prelom od kraške planote Hrušice, na zahodu pa ga dolina Bele loči od planotastega Trnovskega gozda. Strma, na zahodni strani prepadna od 500 do 700 m visoka pobočja, ga ločijo od Vipavske in Pivške kotline, zložnejši dostop je le s severne strani. Površje planote je razjedeno v podolgovate dole, vrtače in kopaste vrhove, od katerih se najvišje vzpne Suhi vrh (1313 m) na jugovzhodu. Prevladujejo nadmorske višine okrog 1100 m, zahodna polovica je nižja (800-950 m) in manj kamnita.
Gozdnato planoto obiskujejo planinci in jadralni padalci. Nanos prečkata Slovenska planinska transverzala in Slovenska geološka pot. Na razgledni točki Pleša (1262 m) stoji televizijski pretvornik, v bližini je Vojkova koča.

## Geološka zgradba
Nanos gradi kredni in jurski apnenec, ki je kot polegla guba narinjen na flišne kamnine Vipavske doline, na katerih so se razvile bazične rjave pokarbonatne prsti in rendzine. Zaradi zakraselosti je debelina prepereline zelo neenakomerna, močno izpostavljena izpiranju. Planoto označujejo številne vrtače ter vhodi v brezna in jame, najgloblja je 379 m globoka Strmadna. 

## Podnebje
Nanos predstavlja klimatsko ločnico. Na tem območju pade povprečno ~1881 mm padavin na leto. Po količini padavin izstopata november (293 mm) in junij (180 mm), najmanj padavin je februarja in marca (135 mm). Obilni namočenosti ustrezata tudi povprečno število dni z več kot 10 mm padavin (70 dni na leto) in precejšnja oblačnost (129 dni na leto). Večina zimskih padavin je v obliki snega, zlasti v višjih delih, kjer sneg v kraških kotanjah s temperaturnim obratom obleži do poletja. Na leto je 80 dni s povprečno dnevno temperaturo pod lediščem. V ledenih jamah (Veliki trški ledenik, Slapenski ledenik, Podraški ledenik) so v preteklosti sekali led in ga prodajali v Trst. Značilen vremenski pojav je burja, sunki včasih presežejo hitrost 100 km/h, zaradi burje so drevesne krošnje na obrobju deformirane. Kljub obilnim padavinam je planota brez površinsko tekočih vod, večina vode teče podzemsko proti Vipavski dolini in izvirom pri Vipavi, manjše količine vode z vzhodni strani pa tečejo v Nanoščico, kraško porečje Ljubljanice.

## Rastje
Večji del planote je porasel z bukovimi in jelovo-bukovimi gozdovi, prisojna pobočja poraščajo toploljubni gozdovi. Delež gozda se zaradi zaraščanja opuščenih pašnikov, na katere so nekoč iz Vipavske doline gonili živino na poletno pašo, še naprej povečuje.

## Oddajnik Nanos
Na gori Nanos od leta 1953 deluje RTV-oddajnik, ki s signalom preskrbuje predvsem območje Notranjske oz. Postojne z okolico. Sprva je služil za poskusno oddajanje z močjo 30 vatov, zahvaljujoč uspešnim poskusom je leta 1955 bil za potrebe rednega oddajanja postavljen 250-vatni oddajnik. Leta 1957 je z 20-metrskega stolpa z Nanosa pričel oddajati televizijski program, sprva 1. program italijanske televizije RAI, kasneje pa ga je nadomestil 1. program TV Ljubljana. 15. decembra 1962 je bil uradno izgrajen nov, 50-metrski oddajni stolp, poleg prvega je pričel oddajati tudi 2. program nacionalnega radia. V kasnejših letih je oddajnik doživel zrušitev v neurju in je bila potrebna ponovna izgradnja ter posodobitev. 11. novembra 1970 se je pričelo poskusno oddajanje TV-vsebin v barvah, v drugi polovici leta 1971 pa redno oddajanje TV Koper - Capodistria. Maja 1990 je z Nanosa pričel oddajati še drugi program TV Slovenija. Oddajnik je bil 28. junija ter 2. julija 1991 tarča zračnih napadov Jugoslovanske ljudske armade, po napadih je sledilo popravilo oddajne opreme in izgradnja novega stolpa.
Z oddajnika oddajajo sledeči radijski programi: 
- Prvi na 92,9 MHz, z močjo 50 kW,
- Val 202 na 95,3 MHz, z močjo 50 kW,
- Ars na 105,7 MHz, z močjo 50 kW,
- Radio Koper na 88,6 MHz, z močjo 25 kW,
- Radio Capodistria na 103,1 MHz, z močjo 100 kW.

Oddajnik oddaja tudi digitalni radijski multipleks DAB+ (vertikalna polarizacija) na frekvenci 215,072 MHz, ki vsebuje programe:
- Prvi
- Val 202
- Ars
- Radio SI
- Radio Ognjišče
- Hitradio Center
- Radio 1
- Radio 1 80-a
- Rock radio
- Radio City
- Radio Študent
- Radio Veseljak
- Radio NET FM
- Radio Ekspres
- Radio Aktual
- Radio Salomon

Z oddajnika Nanos deluje tudi radijski digitalni regionalni multipleks DAB+ (vertikalna polarizacija) na frekvenci 227,360 MHz, v katerem oddajajo:
- Radio Koper
- Radio Capodistria
- Radio 94
- Radio Sora
- Primorski val
- Radio Triglav
- Radio Robin
- Best FM
- Radio Capris
- Radio Antena
- Radio BOB
- Radio Kranj

Z oddajnika se oddajata tudi digitalna televizijska multipleksa A in C, ki vsebujeta naslednje programe:
Multipleks A na kanalu 27:
- TV Slovenija 1,
- TV Slovenija 2,
- TV Slovenija 3,
- TV Koper-Capodistria,
- TV Maribor.

Multipleks C na kanalu 22:
- TV Veseljak,
- Nova 24 TV,
- Fox Life
- Fox Crime
- Fox Movies
- National Geographic
- Viasat History
- Pop TV
- Kanal A
- Brio
- Kino
- Oto
- Obvestilo C.

Oddajnik je do 30. 11. 2010 analogno oddajal naslednje TV programe: 
- TV Slovenija 1 na 6. kanalu VHF,
- TV Slovenija 2 na 41. kanalu UHF,
- TV Koper-Capodistria na 27. kanalu UHF,
- TV 3 na 61. kanalu UHF.

## Krajinski park
Območje južnih in zahodnih obronkov Nanosa je od leta 1987 razglašeno zaradi številnih botaničnih zanimivosti in naravne ohranjenosti za Krajinski park Južni in zahodni obronki Nanosa. Park obsega 2632 ha.

## Etimologija
Pokrajinsko ime Nanos je verjetno abstrahirano iz prvotne predložne zveze na Nos, v kateri je občno ime nós mišljeno v metaforičnem pomenu 'predgorje'.